# Têtes rondes et Têtes pointues
Têtes rondes et Têtes pointues (ou Pauvres gens ne sont pas riches ; Die Rundköpfe und die Spitzköpfe) est une pièce de théâtre et un conte noir du dramaturge allemand Bertolt Brecht écrit entre 1931 et 1934. 
Margarete Steffin a collaboré à la pièce et la musique est de Hanns Eisler.
La pièce a été créée en 1936 et avec Asbjørn Andersen dans le rôle de Alberin, la première a été jouée en danois en 1936 au Riddersalen Theater de Copenhague.